# Kattilasaari (öar)
Kattilasaari är öar i Finland. De ligger i Finska viken och i kommunen Fredrikshamn i den ekonomiska regionen  Kotka-Fredrikshamn i landskapet Kymmenedalen, i den södra delen av landet. Öarna ligger omkring 17 kilometer öster om Kotka och omkring 130 kilometer öster om Helsingfors.
Arean för den av öarna koordinaterna pekar på är 8,6 hektar och dess största längd är 0,5 kilometer i sydöst-nordvästlig riktning. Ön höjer sig omkring 10 meter över havsytan.